# Francesco Bossi (vescovo)

Stemma dei Marchesi Bossi di Milano

Francesco Bossi (Milano, 1525 – Novara, 18 settembre 1584) è stato un vescovo cattolico italiano.

## Biografia
Nacque a Milano da nobile famiglia nel 1525 (o attorno al 1530).
Ordinato vescovo di Gravina il 2 agosto 1568, passò alla diocesi di Perugia il 5 maggio 1574 ed infine venne nominato vescovo di Novara il 21 ottobre 1579.
Morì a Novara il 18 settembre 1584.

## Genealogia episcopale
La genealogia episcopale è:
- Cardinale Ottone di Waldburg
- Vescovo Francesco Bossi